# John Rawdon (1er comte de Moira)
John Rawdon, 1er comte de Moira (17 mars 1720 - 20 juin 1793), connu comme Lord Rawdon entre 1750 et 1762, est un pair irlandais.

## Biographie
Il est le fils unique de John Rawdon, troisième baronnet et de Dorothy, fille de Richard Levinge, premier baronnet.
Il succède à son père comme baronnet en février 1724, à l'âge de trois ans. En 1750, il est élevé à la pairie d'Irlande en tant que baron Rawdon, de Moira, dans le comté de Down. En 1761, il nommé comte de Moira dans la pairie irlandaise.

## Famille
Lord Moira épouse, le 10 novembre 1741, Helena Perceval, fille de John Perceval (1er comte d'Egmont) et Catherine Parker. Ils ont deux enfants :
- Helena Rawdon, mariée à Stephen Moore ;
- Catherine Rawdon, mariée à Joseph Henry.

Après sa mort en juin 1746, le 23 décembre 1746, il épouse Anne Hill, fille de Trevor Hill et Mary Rowe. Ils n'ont pas d'enfants. Après sa mort en août 1751, il épouse en troisièmes noces Elizabeth Rawdon (en), fille de Theophilus Hastings et Selina Hastings, le 26 février 1752. Ils ont cinq enfants :
- Selina Frances Rawdon (décédée en 1827) épouse George Forbes (6e comte de Granard).
- Charlotte Adelaide Constantia Rawdon (décédée en 1834), mariée à Hamilton Fitzgerald. En 1800, la Maison de Bourbon étant exilée de France, la main de Lady Charlotte est sollicitée en mariage par l'un des princes cadets de cette dynastie, Antoine Philippe d'Orléans, duc de Montpensier, mais l'autorisation est refusée par Louis, comte de Provence (le futur roi Louis XVIII), et le mariage n'a pas lieu[3].
- Elizabeth Anne Rawdon (1753–1813), épouse Thomas Brudenell-Bruce sans descendance.
- Francis Rawdon-Hastings, 1er marquis de Hastings
- John Theophilus Rawdon (1756-1808).

Lord Moira décède en juin 1793, à l'âge de 73 ans. Son fils aîné issu de son troisième mariage, Francis, lui succède. Il avait déjà été créé baron Rawdon de son propre chef en 1783 et marquis de Hastings en 1816. La comtesse de Moira est décédée en avril 1808 .